# Plem, Plem – Die Schule brennt
Plem, Plem – Die Schule brennt (laut Vorspann: Plem, plem, plem, die Schule brennt!) ist der Titel einer deutschen Filmkomödie von Siggi Götz, der an die Lümmel-Filme mit Hansi Kraus und Heintje angelehnt ist. Die Filmproduzenten hatten gehofft, an den Erfolg der Komödie Gib Gas – Ich will Spaß anzuknüpfen, so hat auch deren Regisseur Wolfgang Büld hier am Drehbuch mitgeschrieben.

## Inhalt
Im Gymnasium herrscht das Chaos, doch das soll sich bald ändern, denn drei neue Lehrer sind schon auf dem Weg. Diese drei Lehrer allerdings treffen auf drei Verrückte, die aus einer Irrenanstalt ausgebrochen sind. Prompt werden die Rollen untereinander ausgetauscht. Die drei Lehrer geraten in die Irrenanstalt und die drei Irren als neue Lehrer ins Gymnasium. Gerade jetzt, wo auch noch der Besuch des Oberschulrats ansteht. Ansonsten albern um die Romanze von Jürgen und der Küchenhilfe Karin ein schwuler Sportlehrer, ein Trunkenbold als Direktor, eine notgeile, ältliche Französischlehrerin und ein sadistischer Hausmeister, der selbst in die Klapsmühle gehört, herum. Dazu sind ständig die Lieder „Polonäse Blankenese“ und der „Ententanz“ zu hören, was die Irren noch irrer macht. Das Chaos ist vorprogrammiert.

## Lieder
- Titelmelodie Galapagos von Cusco
- Der Knutschfleck (Ixi)
- Der Handkuss (Ixi)
- Polonäse Blankenese (Werner Böhm, alias Gottlieb Wendehals)
- Ententanz

## Kritik
„Klamauk-Komödie, die häufig zur Zote gerät.“